# Червонный, Сергей Прокофьевич
 Сергей Прокофьевич Червонный  (15 (27) апреля 1836 — 3 (16) декабря 1907) — генерал от кавалерии русской императорской армия, комендант Петергофа.

## Биография
Родился 15 (27) апреля 1836 года в семье дворянина Курской губернии.
Учился в Демидовском юридическом лицее.
В военную службу вступил 31 декабря 1856 года унтер-офицером в Черниговский драгунский полк, 31 января 1859 года — прапорщик, с 25 октября 1860 года — поручик. С 28 апреля 1861 года по Высочайшему повелению был прикомандирован к лейб-гвардии Драгунскому полку для испытания и 2 мая 1862 года Высочайшим приказом переведён в этот полк прапорщиком со старшинством 25 октября 1860 года.
Принимал участие в подавлении польского восстания; за отличия был награждён орденом Св. Анны 4-й степени с надписью «за храбрость»; с 30 августа 1863 года — поручик гвардии, с 30 августа 1866 — штабс-капитан. С 1 декабря 1867 года был членом полкового суда; с 30 августа 1869 года — капитан. В 1870—1874 годах командовал 4-м эскадроном, с 22 ноября 1874 года — лейб-эскадроном, до 19 августа 1875 года, когда принял запасной эскадрон. Был произведён в полковники 30 августа 1875 года и 11 октября утверждён командиром запасного эскадрона.
Высочайшим приказом 17 июня 1880 года был назначен командиром 1-го гусарского Сумского Его Королевского Высочества Наследного Принца Датского полка; прибыл в полк 2 августа.
Высочайшим приказом 30 августа 1881 года был назначен командующим Лейб-гвардии Уланского полка; с 30 августа по 18 сентября 1881 и с 24 августа по 21 сентября 1885 года временно командовал 1-й бригадой 2-й Гвардейской кавалерийской дивизии. По производстве 30 августа 1885 года в генерал-майоры был утверждён в звании командира полка. 
С 13 апреля 1891 года был командиром 2-й бригады 2-й Гвардейской кавалерийской дивизии, до его назначения 8 декабря 1894 года комендантом Петергофа — с оставлением по гвардейской кавалерии; 6 декабря 1895 года произведён в генерал-лейтенанты. Должность коменданта была достаточно престижной и в большей степени представительской: помимо решения повседневных дел, комендант отвечал и за организацию торжественных караулов при посещении города царской семьей и различными иностранными делегациями, принимал участие в обеспечении безопасности императорской семьи и высоких гостей, при их нахождении в Петергофе.
С 1905 года — генерал от кавалерии.
Умер 3 (16) декабря 1907 года. Был похоронен при Васильковской Троицкой церкви Новоладожского уезда Санкт-Петербургской губернии.

## Награды
российские
- орден Св. Анны 4-й ст. с надписью за храбрость (1863)
- орден Св. Станислава 2-й ст. (1872)
- орден Св. Анны 2-й ст. (1874)
- орден Св. Владимира 4-й ст. (1878)
- орден Св. Владимира 3-й ст. (1882)
- орден Св. Станислава 1-й ст. (1889)
- орден Св. Анны 1-й ст. (1893)
- орден Св. Владимира 2-й ст. (1898)

иностранные
- мекленбург-шверинский  орден Вендской короны, командорский крест (1873)
- персидский орден Льва и Солнца 5-й ст. (1878)
- черногорский орден Князя Даниила I 1-й ст. (1889)
- греческий орден Спасителя, большой командорский крест (1889)
- прусской орден Короны 2-го класса (1890)
- мекленбург-шверинский орден Грифона (1894)
- прусской орден Короны 1-го класса (1897)
- французский орден Почётного легиона, командорский крест (1897)
- орден Короны Таиланда, рыцарь большого креста (1898)
- орден Короны Румынии, большой крест (1899)
- болгарский орден «Святой Александр» 1-й ст. (1899)

## Семья
Женился на Наталье Александровне Шеринг.
Имел пятерых детей.